# Physalis victoriana
Physalis victoriana är en potatisväxtart som beskrevs av J.M.Toledo. Physalis victoriana ingår i släktet lyktörter, och familjen potatisväxter. Inga underarter finns listade i Catalogue of Life.